# شربان
شربان (به عربی: شربان) یک منطقهٔ مسکونی در تونس است که در استان مهدیه واقع شده‌است. شربان ۵٬۷۱۰ نفر جمعیت دارد.